# ماهيزان سفلي (مقاطعة تشرداول)
ماهيزان سفلي (بالفارسية: ماهیزان سفلی) هي قرية تقع في قسم هليلان الريفي (مقاطعة تشرداول) في إيران. يقدر عدد سكانها بـ 125 نسمة بحسب إحصاء 2016.